# Oxynopterus
Oxynopterus là một chi bọ cánh cứng trong họ 
Elateridae.
Chi này được miêu tả khoa học năm 1842 bởi Hope.

## Các loài
Các loài trong chi này gồm:
- Oxynopterus annamensis Fleutiaux, 1918
- Oxynopterus candezei Fleutiaux
- Oxynopterus congoensis Laurent, 1960
- Oxynopterus cumingii Hope, 1842
- Oxynopterus harmandi Fleutiaux, 1927
- Oxynopterus harmseni Candèze
- Oxynopterus kurosawai Suzuki, 2001
- Oxynopterus latipennis Hope, 1842
- Oxynopterus minor (Candèze, 1857)
- Oxynopterus mucronatus (Olivier, 1792)
- Oxynopterus niger Candèze, 1897
- Oxynopterus strachani (Hope, 1842)
- Oxynopterus strachani Hope, 1842
- Oxynopterus validicornis (Boheman, 1851)
- Oxynopterus validicornis (Boheman, 1851)